# Platycheirus kashkarovi
Platycheirus kashkarovi är en tvåvingeart som beskrevs av Violovitsh 1978. Platycheirus kashkarovi ingår i släktet fotblomflugor, och familjen blomflugor. Inga underarter finns listade i Catalogue of Life.